# アドラル州
アドラル州（アドラルしゅう、アラビア語: ولاية آدرار, ラテン文字転写: Wilāyat Adrār; 英語: Adrar Region）は、モーリタニアの州のひとつ。名前はアドラル高原に由来する。州都はアタール。
モーリタニアの州の中では、ティリス・ゼムール州に次いで大きいが、人口は希薄である。

## 県

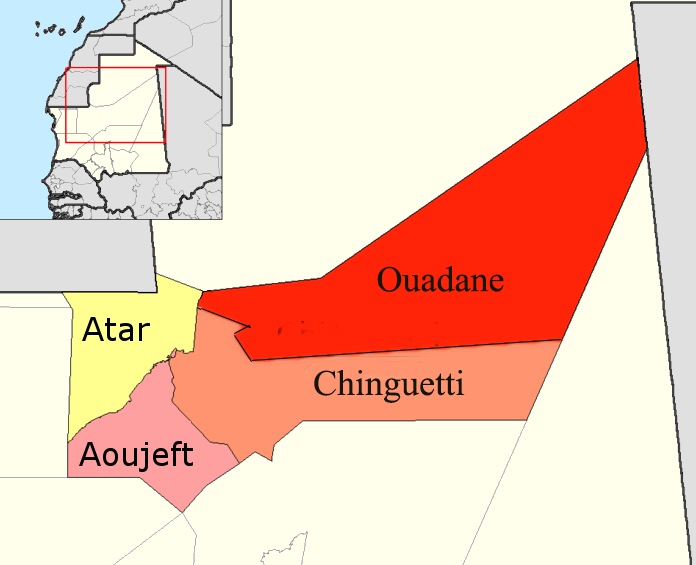
アドラル州の県

アドラス州には以下の4つの県に分かれている。
- アタール県（英語版）
- アウジェフト県（英語版）
- シンゲッティ県（英語版）
- ウアダン県（英語版）